# He Guoqiang
He Guoqiang (chinois simplifié : 贺国强 ; chinois traditionnel : 賀國強 ; pinyin : Hè Guóqiáng) est un membre important du Parti communiste chinois (PCC).

## Biographie
He Guoqiang, né en octobre 1943 à Xiangxiang, province du Hunan, a fait ses études de 1961 à 1966 dans le Département d'Ingénierie chimique inorganique de l'Institut d'ingénierie chimique de Beijing, où il a obtenu un diplôme spécialisé dans l'ingénierie inorganique.
Il a adhéré au PCC en janvier 1966. Dès septembre 1966, il est entré dans la vie active et de 1967 à 1980, il a été technicien, directeur adjoint et ingénieur en chef adjoint ainsi que secrétaire de la cellule du PCC pour l'atelier de synthèse de l'Usine d'engrais chimiques de Lunan(鲁南), dans la province du Shandong.
Puis de 1980 à 1986, directeur du Bureau de contrôle, directeur général adjoint puis directeur général du Département de l'Industrie chimique et pétrolière, de la province du Shandong.

## Parcours politique
De 1986 à 1991, il a été membre du Comité permanent du Comité du PCC pour la province du Shandong, et secrétaire adjoint puis secrétaire du Comité du PCC pour la municipalité de Jinan, capitale du Shandong.
Il a été vice-ministre de l'Industrie chimique, et secrétaire adjoint du Groupe dirigeant du Parti du ministère de l'Industrie chimique de 1991 à 1996. De 1996 à 1997, il est secrétaire adjoint du Comité du PCC pour la province du Fujian et gouverneur par intérim de la province du Fujian, puis de 1997 à 1999, secrétaire adjoint du Comité du PCC pour la province du Fujian, et gouverneur de la province du Fujian et de 1999 à 2002, secrétaire du Comité du PCC pour la municipalité de Chongqing.
De 2002 à 2007, il a été membre du 16e bureau politique, membre du Secrétariat du Comité central du Parti communiste chinois, et chef du Département de l'Organisation du Comité central du PCC.
De 2007 jusqu'à présent, il est membre du Comité permanent du bureau politique du Parti communiste chinois et secrétaire de la Commission centrale de Contrôle de la Discipline.
Il est aussi membre suppléant du 12e, du 13e et du 14e Comité central du PCC, membre du 15e, du 16e et du 17e Comité central du PCC.